# Yllenus flavociliatus
Yllenus flavociliatus är en spindelart som beskrevs av Simon 1895. Yllenus flavociliatus ingår i släktet Yllenus och familjen hoppspindlar. Inga underarter finns listade i Catalogue of Life.